# R Trianguli Australis
R Trianguli Australis är en pulserande variabel  av Delta Cephei-typ (DCEP) i stjärnbilden Södra triangeln. Stjärnan var den första i Södra korsets stjärnbild som fick en variabelbeteckning.
Stjärnan varierar mellan visuell magnitud +6,33 och 6,90 med en period av 3,38926 dygn.

## Fotnoter
1. ↑  Variabelstjärnornas beteckningar börjar med bokstäverna R-Z, därefter A-Q, följt av RR-ZZ och AA-QQ, varefter de börjar betecknas med bokstaven V och ett ordningsnummer, från och med V335.